# حمض الأسكوربيك الوريدي
حمض الأسكوربيك الوريدي ( بالإنجليزية Intravenous Ascorbic Acid، المعروف أيضًا باسم فيتامين سي أو إل-حمض الأسكوربيك) هو نوع من العلاج يصل فيه حمض الأسكوربيك المنحل مباشرةً إلى مجرى الدم عن طريق الحقن أو التسريب. يُستخدم حمض الأسكوربيك الوريدي بصفته مكملًا غذائيًا لعلاج الأعواز الغذائية وعلاجاً مكملًا لعلاجات السرطان أيضًا.
اعتُبر استخدام حمض الأسكوربيك الوريدي لعلاج السرطان أو بصفته علاجًا مساعدًا أمرًا مثيرًا للجدل منذ ظهور بيانات مضللة في سبعينيات القرن العشرين. ومع ذلك، تشير الأبحاث الأكثر حداثة إلى قدرته على تخفيض شدة الالتهاب عند المريض وتحسين الأعراض المتعلقة بسير المرض والآثار الجانبية لعلاجات السرطان المعيارية.

## الاستخدامات الطبية
الأعواز الغذائية: يُمكن استخدام حمض الأسكوربيك الوريدي لعلاج العوز عند المرضى المصابين بسوء التغذية أو سوء الامتصاص. بالنسبة للمرضى الذين يتلقون جميع احتياجاتهم من المواد الغذائية عن طريق التغذية بالحقن، هناك منتجات فيتامينية تشمل حمض الأسكوربيك أيضًا.

## مضادات الاستطباب
ثبت أن الجرعات العالية من حمض الأسكوربيك التي تعطى عن طريق التسريب الوريدي تؤدي إلى زيادة امتصاص الحديد.
يُعتبر حمض الأسكوربيك مضاد استطباب عند الأفراد المصابين بداء الاصطباغ الدموي الوراثي (مرض وراثي، يمتص فيه الجسم الكثير من الحديد من الغذاء ويخزنه)، لأن الجرعات العالية من حمض الأسكوربيك تسبب زيادةً نسبة الحديد في الجسم فتؤدي إلى مضاعفات تهدد الحياة مثل أمراض القلب أو السكري أو تلف الأنسجة.
يُذكر أن الجرعات العالية من حمض الأسكوربيك (مثل تلك المستَخدَمة في العلاج الوريدي) تسبب بعض الإزعاج المعوي والإسهال، فضلًا عن زيادة الغازات والتبول.

## علم الأدوية

### آلية العمل
يعمل حمض الأسكوربيك كمضاد تأكسد وتميم أنزيمي ضروري في جسم الإنسان، وقد تبين في الدراسات المخبرية أن الآلية الأولية لعمل الجرعات العالية من حمض الأسكوربيك الوريدي قد تكون مرتبطةً بنشاط حمض الأسكوربيك المحفز للأكسدة، إذ يتشكل نتيجة ذلك بيروكسيد الهيدروجين.
في السائل خارج الخلوي المحيط بالخلايا، يتفكك حمض الأسكوربيك إلى جذر الأسكوربات مسببًا إرجاع أيونات المعادن الانتقالية مثل أيون الحديدي أو النحاسي الموجبين. حينها سوف تُرجِع أيونات المعادن الانتقالية الأكسجين المنحل إلى جذر فوق الأكسيد الذي يتفاعل بعدها مع الهيدروجين ليعطي بيروكسيد الهيدروجين.
علاوةً على ذلك، وفقًا لمقالة فينتون كيميستري، يمكن أكسدة أيونات المعادن الانتقالية هذه بواسطة بيروكسيد الهيدروجين لتوليد جذور بيروكسيد الهيدروجين عالي التفاعل. يعتقد أن تشكل جذور بيروكسيد الهيدروجين وجذور الهيدروكسيل يحرض سمية الخلايا وحدوث الموت المبرمج للخلايا السرطانية.
رغم أن العديد من الدراسات المخبرية درست آلية توليد بيروكسيد الهيدروجين عن طريق حمض الأسكوربيك، لم تتضح بعد آلية عمل حمض الأسكوربيك الوريدي في الجسم الحي.

## التاريخ

### البحوث الرائدة
رغم أن آلية تأثير حمض الأسكوربيك دُرست منذ اكتشافه في ثلاثينيات القرن العشرين، لم تُستقصَ طريقة إعطائه وإمكانياته الطبية بالنسبة للمرضى البشر حتى أربعينيات القرن العشرين.
في عام 1949، نشر الطبيب الأمريكي فريدريك كلينر تقريره الطبي «علاج شلل الأطفال والأمراض الفيروسية الأخرى باستخدام حمض الأسكوربيك»، الذي فصّل فيه طريقة استخدام حمض الأسكوربيك الوريدي في علاج شلل الأطفال، ومع أن محاولات كلينر باءت بالفشل، فإن أبحاثه نالت الريادة في الدراسات المستقبلية التي تستقصي الدور الطبي لحمض الأسكوربيك الوريدي.
اعترف عالم الكيمياء الحيوية لينوس باولينغ بعمل كلينر في مقدمة الدليل السريري: «توفر التقارير البحثية الأولى التي قدمها الطبيب فريدريك كلينر الكثير من المعلومات عن استخدام جرعة عالية من حمض الأسكوربيك لعلاج العديد من الأمراض والوقاية منها، وما تزال هذه التقارير مهمةً».